# Мовсумов, Расим
Раси́м Мовсу́мов (Мовсумзаде́) (азерб. Rasim Mövsümov (Mövsümzadə), род. Баку) — член жюри призов Ballon d’Or / Золотой мяч (France Football), The Best FIFA Football Awards (Призы ФИФА), Golden Foot и World Soccer Awards (Награды журнала World Soccer).

## Учёба
Окончил Академию государственного управления при президенте Азербайджанской Республики.
По профессии — политолог.

## Журналистская деятельность
С 1991 года его статьи публикуются в Азербайджане, Германии (Kicker), Франции (France Football), Англии (World Soccer, Matchday magazine AFC Bournemouth), Турции, Бельгии, Дании, России, Украине, Польше («Przegląd Sportowy» 06.09.2004), Молдове («Спорт Curier» 02.12.2009 и т. д.), Израиле, и т. д.
Его первая статья, посвященная белорусскому «Металлургу» (Молодечно) — сопернику «Памбыгчы Барда» в финале Кубка СССР по футболу среди команд коллективов физической культуры («Кубок миллионов»), было опубликовано в бакинской газете «İdman»/«Спорт» 14 сентября 1991 года.
C 1996 года автор футбольных программ к домашним матчам сборной Азербайджана по футболу и азербайджанских клубов в еврокубках (Neftçi - Widzew 1997, Neftçi - Crvena Zvezda 1999, Bakı - Žilina 2005, MKT-Araz - Tiraspol 2006, Bakı - Sioni 2006, MKT-Araz - Groclin Dyskobolia 2007, Bakı - Dacia 2007, Olimpik - Vojvodina 2008, Xəzər Lənkəran - Olimpia Bălţi 2010 и др.).
С 1999 года корреспондент популярной российской газеты «Спорт-Экспресс».
С 2010 года его статьи публикуются в турецких журналах Futbol Extra, Trabzonspor, Futbol Plus, Metropol Dergileri.

## Статистик-аналитик
С 2007 года является одним из авторов статистической книги UEFA The European Football Yearbook (Ежегодник европейского футбола).
В разное время сотрудничал с IFFHS, RSSSF.com, SoccerAssociation.com и т. д.
Писал для российского «Спорт-Экспресса», турецкого «Futbol Extra» и др. статистико-исторически-исследовательские статьи.
Ещё в 2000-м году, когда Андрей Шевченко занял 3-е место в опросе «Золотого мяча», в «Спорт-Экспрессе» написал статью под названием «У ШЕВЧЕНКО ВСЕ ЕЩЕ ВПЕРЕДИ» и на самом деле в 2004-м Шева выиграл-таки этот приз.
«Перед мундиалем в ведущих органах СМИ вы сможете прочесть различные аналитические статьи, посвященные чемпионату мира. Однако, мы уверены, что такое вы нигде не увидите. Профессиональный журналист Расим Мовсумоглу проанализировал очные встречи главных тренеров всех 32 участников чемпионата мира и представил результаты этих матчей», — так проанонсировал «Futbol Extra» его исследование, посвящённый чемпионату мира-2010 в ЮАР.
Футбол любит цифры, но не подчиняется им.
Расим Мовсумов
.

## Член жюри
С 2000 года член жюри французского журнала France Football по определению лучшего футболиста мира — обладателя приза Ballon d’Or / Золотой мяч (France Football) (в 2010—2015 годах — Золотой мяч ФИФА).
С 2011 года член жюри UEFA и ESM (European Sports Media) по определению лучшего футболиста Европы — обладателя приза UEFA Best Player in Europe Award (Приз лучшему футболисту года в Европе). Представлял Азербайджан в голосовании этого приза в Монако.
С 2012 года член жюри Golden Foot. В 2014 году был президентом жюри этого приза.
С 2014 года член жюри призов World Soccer Awards (Награды журнала World Soccer).
С 2017 года член жюри The Best FIFA Football Awards (Призы ФИФА).

## Книга
В 2013 году вышла его книга «История одного гола»/«Bir qolun tarixçəsi». В изданной при поддержке АФФА книге речь идет о голе, забитом знаменитым азербайджанским форвардом сборной СССР Анатолием Банишевским в ворота Португалии в матче за 3-е место чемпионата мира 1966 года в Англии, но автором которого были указаны другие игроки.
«История одного гола» была признана лучшей спортивной книгой 2013 года в Азербайджане по версии Ассоциации спортивных журналистов Азербайджана (AİJA).

## Награды
В 2003, 2007 и 2009 годах был признан лучшим футбольным журналистом Азербайджана по версии Ассоциации спортивных журналистов Азербайджана (AİJA).
В 2013 году в Турции выиграл «Футбольный Оскар» в номинации «Лучший иностранный спортивный журналист года».
В 2016 году был лауреатом премии «Зафер» («Триумф») журнала «Sportsman» в номинации «Спортивный журналист года».

## Факты
В феврале 2007 года был победителем сложной викторины российского журнала «Весь футбол». Были представлены 12 снимков из разных чемпионатов мира и надо было угадать, с какого матча эти снимки. На основе логики и знаний он угадал все.
Является членом Международной ассоциации спортивной прессы (International Sports Press Association, AIPS).

## Инспектор АФФА
В сезоне 2014/15 был инспектором АФФА по судейству в матчах юношеских лиг чемпионата Азербайджана по футболу.
Первая игра: 18.11.2014. Ватан — Хазар Ленкорань 1:3 (Лига U-15, IX тур).